# Sensazioni/Prima c'era luce
Sensazioni/Prima c'era luce è il primo singolo del gruppo musicale italiano New Trolls, pubblicato nel 1967.

## Descrizione
La canzone sul lato A, Sensazioni', venne inclusa nell'album New Trolls del 1970, mentre il lato B Prima c'era luce rimase inedita su album fino al 1994, anno in cui fu inclusa nel cd Singles A's & B's.
Con questo disco i New Trolls vinsero il premio della critica alla seconda edizione del Festival di Rieti.
Pur non essendo riportato sull'etichetta, nell'Archivio della SIAE viene riportato tra gli autori anche il maestro Gian Piero Reverberi.

## Tracce
LATO A
1. Sensazioni (testo: Giorgio D'Adamo, Rosario Leva – musica: Vittorio De Scalzi, Nico Di Palo, Gian Piero Reverberi; edizioni musicali Usignolo)

LATO B
1. Prima c'era luce (testo: Giorgio D'Adamo – musica: Vittorio De Scalzi, Nico Di Palo, Gian Piero Reverberi; edizioni musicali Usignolo)

## Formazione
- Vittorio De Scalzi: voce, chitarra
- Nico Di Palo: voce, chitarra
- Gianni Belleno: batteria, cori
- Mauro Chiarugi: tastiere
- Giorgio D'Adamo: basso